# Troia (Grândola)
Vista de Troia, com a capela de Nossa Senhora do Rosário à direita
Troia é uma localidade situada na península do mesmo nome, na extremidade da freguesia do Carvalhal, em Grândola, defronte da cidade de Setúbal.
A localidade era famosa pelas ruínas romanas de Troia, vestígios de um antigo povoamento lusitano-romano.

## História

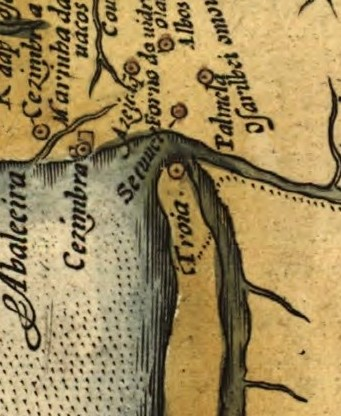
Detalhe com a localização de Troia no mapa de Álvaro Seco, de 1561

A presença mais antiga do topónimo Troia na documentação remonta a 1476. Em 1482 já existe notícia da existência de um ermitão em Troia, presumindo-se que existisse igualmente uma ermida. Em 1510 a ermida de Troia era já de qualidade assinalável, existindo no mesmo local uma hospedaria.
A povoação já surge assinalada em 1561 no mapa de Álvaro Seco.
Em 1707, Frei Agostinho de Santa Maria refere-se a Troia como povoação antiga e destruída, com capela e romaria a 15 de Agosto. Em 1758, o povoado era constituído por casas, estalagem e uma igreja dedicada a Nossa Senhora de Troia. O espiritual da povoação era então reivindicado pelos curas de Setúbal.
Igualmente no reinado de D. José I se faz referência a uma capela de Nossa  Senhora dos Prazeres no sítio de Troia, além de Alcácer e do rio Sado Em janeiro de 1772, a povoação de Troia constitui, juntamente com Melides, o limite setentrional da Diocese de Beja.
D. Frei Manuel do Cenáculo pretendeu mesmo criar uma paróquia em Troia, para serviço das gentes que moravam a norte do paul da Comporta. Apesar de não o conseguir, obteve a criação aí de uma igreja de relevo para a Mitra, a qual em 1817 pertencia à paróquia de Melides.
Em 1821, Troia pertencia à Comarca de Ourique.
Ao lado da capela de Nossa Senhora do Rosário, antiga Igreja de Nossa Senhora de Troia, existe o antigo solar do morgado Francisco Cabral, proprietário das ruínas romanas de Troia, que nos anos 1960 ou 1970 serviu de base aos arqueólogos que então trabalhavam na estação de Troia. Era um lugar com existência independente da península e das escavações arqueológicas.